# Suddivisioni dell'Iran
| italiano         | farsi              | numero |
| ---------------- | ------------------ | ------ |
| Province         | استان ostān        | 31     |
| Shahrestān       | شهرستان shahrestān | 429    |
| Distretti        | بخش bakhsh         | 1057   |
| Città            | شهر shahr          | 1245   |
| Distretti rurali | دهستان dehestān    | 2589   |

Il territorio nazionale iraniano è suddiviso amministrativamente in vari livelli. Il numero di essi varia a seconda delle fonti.
In ordine decrescente essi sono:
- 1º livello: province
- 2º livello: shahrestān
- 3º livello: circoscrizioni (bakhsh)
- 4º livello: città e distretti rurali

## Province

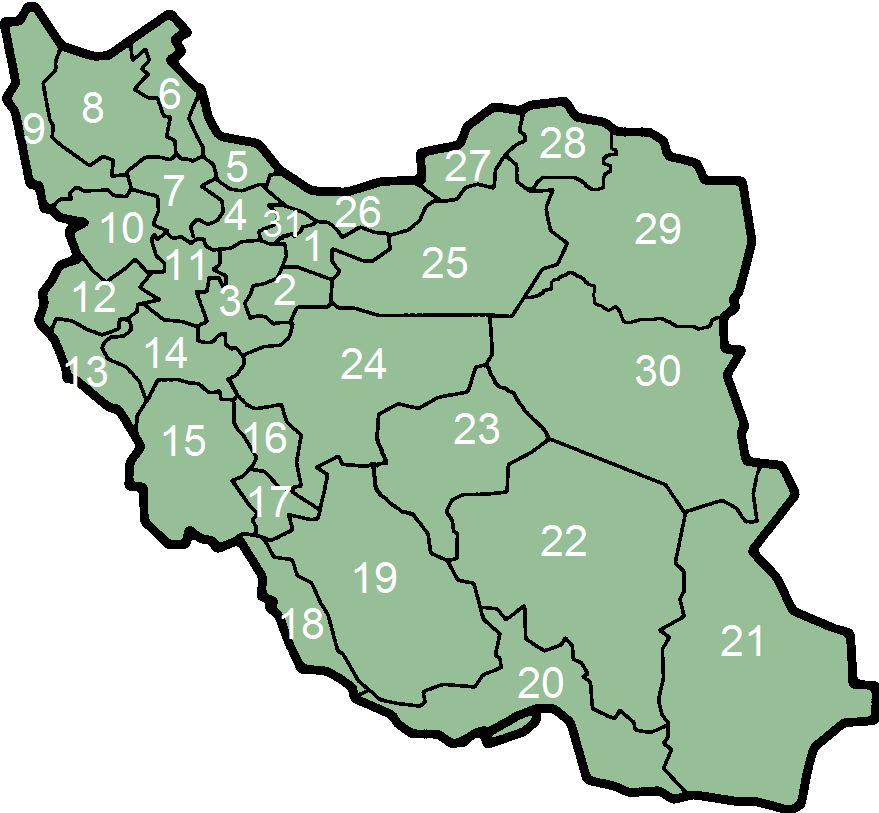
Province d'Iran

L'Iran si divide in 31 province (ostānhā; singolare ostān):
1. Provincia di Teheran
2. Provincia di Qom
3. Provincia di Markazi
4. Provincia di Qazvin
5. Provincia di Gilan
6. Provincia di Ardabil
7. Provincia di Zanjan
8. Azerbaigian Orientale
9. Azerbaigian Occidentale
10. Provincia del Kurdistan
11. Provincia di Hamadan
12. Provincia di Kermanshah
13. Provincia di Ilam
14. Lorestan
15. Khūzestān
16. Provincia di Chahar Mahal e Bakhtiari
17. Provincia di Kohgiluyeh e Buyer Ahmad
18. Provincia di Bushehr
19. Provincia di Fars
20. Hormozgan
21. Sistan e Baluchistan
22. Provincia di Kerman
23. Provincia di Yazd
24. Provincia di Esfahan
25. Provincia di Semnan
26. Mazandaran
27. Golestan
28. Khorasan Settentrionale
29. Razavi Khorasan
30. Khorasan Meridionale
31. Provincia di Alborz

## Shahrestān
Le province iraniane sono suddivise in shahrestān (شهرستان), che sono in tutto 429.

## Circoscrizioni
Gli shahrestān si suddividono in circoscrizioni (bakhsh بخش), che in Iran assommano a 1057.